# グラフィティ (Palm)

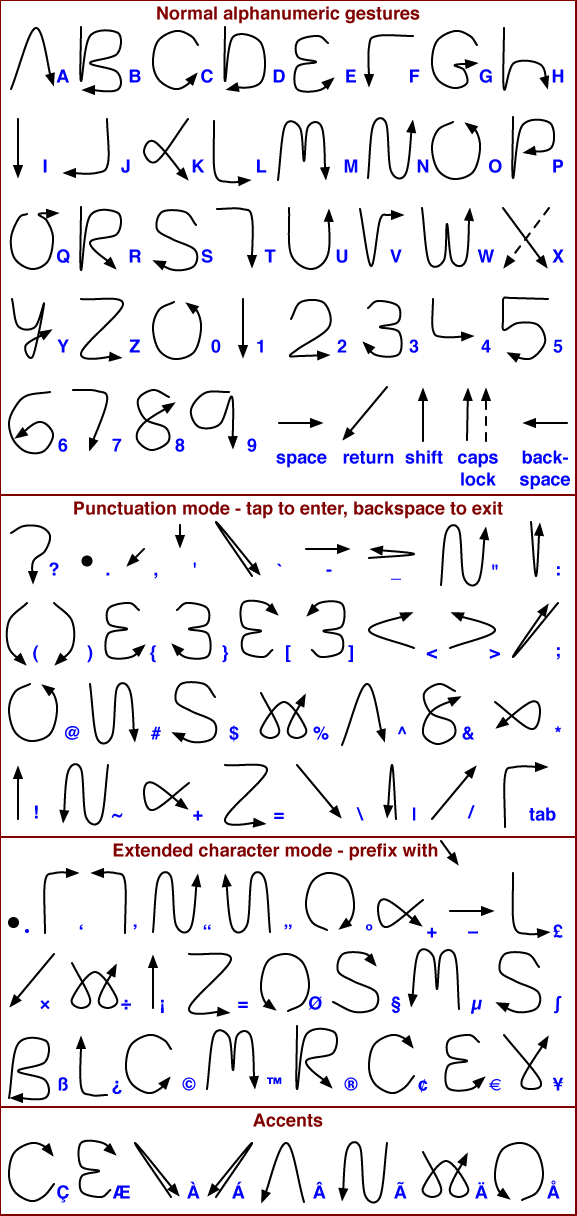
Graffitiのジェスチャー

Graffiti（グラフィティ）は、Palm社が開発した文字入力システムであり、PDAの一種のPalmに搭載されているものである。
もともとPalm社が、世界初のPDAであるApple社のNewton向けに、追加でインストール可能なサードパーティー・アプリケーションとして開発し、これが良く売れた。後にPalm社が自社でPDAのハードウェアを開発することになり、そこにこのGraffitiも搭載することになったわけである。
手書き文字認識の一種で、例えば「A」を入力するのに「∧」のような形（ジェスチャー）を、「B」を入力するのに「β」のような形を入力する。これらは一筆で書けるようにアルファベットを簡略化したもので、これを用いることによってすばやく文字を入力することができる。一般的な文字認識に比べて処理が軽く、入力もしやすい。
Graffitiを入力するためのスタイラス画面は左右に分割されており、左側にアルファベットを、右側に数字を入力する。また「／」（左から右上への斜線）に続けて何らかのアルファベットを入力することでコマンド入力となる。
現在はACCESSが権利を持っており、Android向けのGraffitiアプリを販売している。